# Swazilands fotbollsförbund
Swazilands fotbollsförbund, officiellt Eswatini Football Association, är ett specialidrottsförbund som organiserar fotbollen i Swaziland.
Förbundet grundades 1968 och gick med i Caf 1978. De anslöt sig till Fifa år 1978. Swazilands fotbollsförbund har sitt huvudkontor i staden Mbabane.